# Vasyl Holoborodko
 (mars 2022).
La mise en forme du texte ne suit pas les recommandations de Wikipédia : il faut le « wikifier ».
Les points d'amélioration suivants sont les cas les plus fréquents. Le détail des points à revoir est peut-être précisé sur la page de discussion.
- Les titres sont pré-formatés par le logiciel. Ils ne sont ni en capitales, ni en gras.
- Le texte ne doit pas être écrit en capitales (les noms de famille non plus), ni en gras, ni en italique, ni en « petit »…
- Le gras n'est utilisé que pour surligner le titre de l'article dans l'introduction, une seule fois.
- L'italique est rarement utilisé : mots en langue étrangère, titres d'œuvres, noms de bateaux, etc.
- Les citations ne sont pas en italique mais en corps de texte normal. Elles sont entourées par des guillemets français : « et ».
- Les listes à puces sont à éviter, des paragraphes rédigés étant largement préférés. Les tableaux sont à réserver à la présentation de données structurées (résultats, etc.).
- Les appels de note de bas de page (petits chiffres en exposant, introduits par l'outil «  Source ») sont à placer entre la fin de phrase et le point final[comme ça].
- Les liens internes (vers d'autres articles de Wikipédia) sont à choisir avec parcimonie. Créez des liens vers des articles approfondissant le sujet. Les termes génériques sans rapport avec le sujet sont à éviter, ainsi que les répétitions de liens vers un même terme.
- Les liens externes sont à placer uniquement dans une section « Liens externes », à la fin de l'article. Ces liens sont à choisir avec parcimonie suivant les règles définies. Si un lien sert de source à l'article, son insertion dans le texte est à faire par les notes de bas de page.
- La présentation des références doit suivre les conventions bibliographiques. Il est recommandé d'utiliser les modèles {{Ouvrage}}, {{Chapitre}}, {{Article}}, {{Lien web}} et/ou {{Bibliographie}}. Le mode d'édition visuel peut mettre en forme automatiquement les références.
- Insérer une infobox (cadre d'informations à droite) n'est pas obligatoire pour parachever la mise en page.

Pour une aide détaillée, merci de consulter Aide:Wikification.
Si vous pensez que ces points ont été résolus, vous pouvez retirer ce bandeau et améliorer la mise en forme d'un autre article.
 (mars 2022).
Si vous disposez d'ouvrages ou d'articles de référence ou si vous connaissez des sites web de qualité traitant du thème abordé ici, merci de compléter l'article en donnant les références utiles à sa vérifiabilité et en les liant à la section « Notes et références ».
Vassyl Holoborodko (en ukrainien : Василь Іванович Голобородько, né le 7 avril 1945 à Adrianopil est un poète ukrainien, représentant de l'« école de poésie de Kiev ». Ses poèmes sont empreint de magie, de naïveté et d'un style proche des contes de fée ukrainiens et des contes de fées ukrainiens.

## Distinctions
- 2014 : Prix Panteleymon Kulish
- 2012 : Prix Mykola Hohol
- 1994 : Prix Chevtchenko National pour "Ikar na metelykovyh krylah" (1990) et "Kalyna ob Rizdvi" (1992)
- 1988 : Prix Vassyl Symonenko pour le recueil "Zelen den"

En juillet 2014 Oksana Zaboujko proposait sa nomination au Prix Nobel de littérature.

## Œuvres
- (ru) Летюче віконце,‎ 1970
- (ru) Зелен день,‎ 1988
- (ru) Ікар на метелекових крилах,‎ 1991
- (ru) Калина об Різдві,‎ 1992
- (ru) Слова у вишиваних сорочках,‎ 1999
- (ru) Міфопоетична трансформація українського обряду сватання в українських народних казках,‎ 2002
- (ru) Посівальник,‎ 2002
- (ru) Українські птахи в українському краєвиді,‎ 2002
- (ru) Дохла кішка,‎ 2004
- (ru) Летюче віконце (Вибрані вірші),‎ 2005
- (ru) Ми йдемо (Вибрані вірші),‎ 2006
- (ru) Віршів повна рукавичка,‎ 2010
- (ru) Зозуля масло колотить,‎ 2010
- (ru) Білі кімнатні рослини,‎ 2013